# لارنس فیشبرن
لارنس جان فیشبرن سوم (به انگلیسی: Laurence John Fishburne III؛ زادهٔ ۳۰ ژوئیهٔ ۱۹۶۱) مشهور به لارنس فیشبرن، بازیگر آمریکایی نامزد جایزهٔ اسکار است.
وی در فیلم‌های متعدّدی به ایفای نقش پرداخته و برندهٔ انواع جوایز شده‌است. از اولین نقش آفرینی‌های او میتوان به سال ۱۹۷۹ در اینک آخرالزمان در حالی که ۱۸ سال داشت در کنار مارلون براندو و در سال ۱۹۸۲ در کنار چارلز برانسون در فیلم آرزوی مرگ ۲ اشاره کرد.
لارنس فیشبرن با کیانو ریوز فیلم‌های مشترک زیادی داشته‌است به طوری که هردو هنرپیشه در مجموعه فیلم‌های ماتریکس، ماتریکس ۲، ماتریکس ۳ و مجموعه فیلم های جان ویک ۲، جان ویک ۳ و جان ویک ۴  حضور داشته‌اند.

## فیلم‌شناسی
- (۱۹۷۹) - اینک آخرالزمان
- (۱۹۸۲) - آرزوی مرگ ۲
- (۱۹۸۳) - ماهی جنگی | در نقش میجت
- (۱۹۸۴) - انجمن پنبه
- (۱۹۸۵) - رنگ ارغوانی | در نقش سواین
- (۱۹۸۶) - کوئیک‌سیلور
- (۱۹۸۷) - کابوس در خیابان الم ۳: جنگجویان رؤیا | در نقش مکس
- (۱۹۸۸) -  گیلاس ۲۰۰۰
- (۱۹۸۸) - داغ سرخ | در نقش چارلی استابس
- (۱۹۹۰) - پادشاه نیویورک | در نقش جیمی جامپ
- (۱۹۹۱) - فعالیت کلاسی | در نقش نیک هولبروک
- (۱۹۹۱) - پسرا تو محله | در نقش جیسون
- (۱۹۹۱) - بازآیند | در نقش استوکس
- (۱۹۹۳) - چه ربطی به عشق دارد | در نقش آیک ترنر
- (۱۹۹۳) - در جستجوی بابی فیشر | در نقش وینی
- (۱۹۹۵) - آموزش برتر | در نقش پروفسور موریس فیپس
- (۱۹۹۵) - بد کمپانی | در نقش نلسون کرو
- (۱۹۹۵) - انگیزه عدالت
- (۱۹۹۵) - اتلو | در نقش اتلو
- (۱۹۹۵) - گریخت | در نقش پایپر
- (۱۹۹۷) - افق رویداد | در نقش کاپیتان میلر
- (۱۹۹۷) - گردن کلفت | در نقش بامپی جانسون
- (۱۹۹۹) - ماتریکس | در نقش مورفئوس
- (۲۰۰۱) - سلول قهرمان | در نقش ویروس
- (۲۰۰۳) - رودخانه مرموز
- (۲۰۰۳) - ماتریکس: بارگذاری مجدد | در نقش مورفئوس
- (۲۰۰۳) - انقلاب های ماتریکس | در نقش  مورفئوس
- (۲۰۰۶) - مأموریت: غیرممکن ۳ | در نقش تئودور براسل
- (۲۰۰۶) - پنج انگشت | در نقش احمد
- (۲۰۰۷) - چهار شگفت‌انگیز: قیام موج‌سوار نقره‌ای | در نقش سیلور سرفر
- (۲۰۰۷) - مرگ و زندگی بابی زد | در نقش تد گروسا
- (۲۰۰۸) - ۲۱ | در نقش کول ویلیامز
- (۲۰۰۸) - شکنجه
- (۲۰۰۹) - زره
- (۲۰۱۰) - غارتگران | در نقش نولاند
- (۲۰۱۱) - شیوع | در نقش دکتر الیس چیور
- (۲۰۱۳) - مستعمره
- (۲۰۱۳) - خومبا | در نقش پدر خومبا
- (۲۰۱۳) - مرد پولادین | در نقش پری وایت
- (۲۰۱۳–۲۰۱۵) - هانیبال (مجموعه تلویزیونی) | در نقش جک کرافورد
- (۲۰۱۴) - سواری با هم | در نقش عُمَر
- (۲۰۱۴) - بدون سکان
- (۲۰۱۴) - سیگنال | در نقش دیمون
- (۲۰۱۶) - بتمن و سوپرمن: طلوع عدالت | در نقش پری وایت
- (۲۰۱۶) - انفجار | در نقش هیت من
- (۲۰۱۶) - ریشه‌ها | در نقش الکس هیلی
- (۲۰۱۶) - مسافران | در نقش گاس
- (۲۰۱۸) - مرد مورچه‌ای و زنبورک | در نقش بیل فاستر
- (۲۰۱۹) - جان ویک: بخش ۲ | در نقش باوری کینگ
- (۲۰۱۹) - جان ویک ۳: پارابلوم | در نقش باوری کینگ
- (۲۰۱۹) - دویدن با شیطان
- (۲۰۲۱) - چه می‌شود اگر...؟ | در نقش بیل فاستر
- (۲۰۲۱) - جاده یخی | در نقش گلدنرود
- (۲۰۲۲) - همه چاقوهای قدیمی | در نقش ویک والینجر
- (۲۰۲۲) - مدرسه‌ای برای خوب‌ها و بدها | در نقش مدیر مدرسه
- (۲۰۲۳) - جان ویک: بخش ۴ | در نقش باوری کینگ
- (۲۰۲۴) - تبدیل‌شوندگان یک | در نقش آلفا تریون
- (۲۰۲۴) - آماتور
- (۲۰۲۵) - تاندربولتز* | در نقش بیل فاستر